# Taktyka
Taktyka (gr. taktiká) – teoria i praktyka posługiwania się oddziałami wojskowymi dla osiągnięcia zamierzonego celu. Taktyka jest najniższym poziomem sztuki wojennej; to specjalność obejmująca teorię i praktykę przygotowania i prowadzenia walki przez pododdziały, oddziały i związki taktyczne jednego lub kilku rodzajów wojsk, ze składu różnych rodzajów sił zbrojnych. Wyższymi szczeblami sztuki wojennej są: sztuka operacyjna i strategia.

## Charakterystyka
Taktyka jest sztuką osiągania zwycięstwa (czy ogólniej: zamierzonych celów) w konkretnych warunkach. Przyjmuje się też, że taktyka dotyczy ograniczonej przestrzeni (np. do XX w. do terenu, który można objąć wzrokiem) i czasu (rzędu doby).
Taktyka (w odróżnieniu od sztuki operacyjnej i strategii) jest silnie związana z i zależna od zmian organizacyjnych i technicznych w wojsku. Przykładowo kawaleria, której podstawowym sposobem użycia (taktyką) przez wieki była szarża, wraz z wprowadzeniem karabinu maszynowego i szybkostrzelnej artylerii zaczęła używać koni jedynie do szybkiego przemieszczania się, a do walki kawalerzyści zsiadali z koni, wykonując szarżę jedynie w wyjątkowych, sprzyjających okolicznościach. Nawet drobna zmiana w wyposażeniu może skutkować istotną zmianą sposobu walki (taktyki). Bardzo skuteczna taktyka wilczego stada polegająca na grupowym ataku przeprowadzanym przez okręty podwodne w nocy z wynurzenia musiała zostać porzucona po wprowadzeniu radaru.
Taktyka może być też specyficzna dla warunków terenowych lub pogodowych. Zdarza się, że sposób walki (taktyka) jest opracowywany na użytek jednej bitwy, jak np. w przypadku ataku na Eben Emael.
W innym ujęciu  taktyka to bezpośrednia walka zbrojna, mająca na celu bezpośrednie zniszczenie (zgładzenie, definitywne rozbicie) sił i środków walki, bez względu na ich wielkość (skalę). Taktyka prowadzona jest w dwóch podstawowych rodzajach: natarciu i obronie, przy czym najczęściej prowadzone są one w formie pozycyjnej. Manewr w taktyce, zwłaszcza mający na celu okrążenie (osaczenie) przeciwnika, jest bardzo rzadko stosowany. Najczęstszym manewrem taktycznym jest rotacja (luzowanie) jednostek tak w natarciu, jak i oporze.
Taktyka zamienia w czyn teoretyczne założenia i cele sztuki operacyjnej oraz strategii. Atrybutem taktyki jest jej bezpośredni udział w praktycznej realizacji zadań i osiąganiu celów nakreślonych przez dowódców. Taktykę stanowi najniższy poziom sztuki wojennej, ale uznaje się, że bez taktyki niemożliwe byłyby jakiekolwiek działania, czy też osiąganie celów na jej wyższych poziomach.

## Taktyka w ujęciu historycznym
Wśród teoretyków zajmujących się taktyką, nie ma pełniej zgody, czy taktyka jest najstarszym działem sztuki wojennej, czy strategia. Według Stanisława Kozieja i Michała Huzarskiego jako pierwsza istniała praktyka taktyczna. W owym znaczeniu była to umiejętność uszykowania wojsk na polu bitwy. Kiedy kolejne bitwy stawały się coraz bardziej długotrwałe, prowadzone coraz większymi siłami i na większej przestrzeni, taktyka rozwiązywała problemy związane z całościowym prowadzeniem wojny. Zdaniem Clausewitza taktyka usiłowała nadać mechanizmowi swych zespołów charakter ogólnej dyspozycji, opartej na właściwościach służącego jej narzędzia. Ksenofont próbował ustalić różnicę pomiędzy strategią i taktyką. Według niego taktyka –definiowana jako umiejętność przygotowania szyku bojowego – jest zaledwie małą tylko cząstką strategii, czyli sztuki prowadzenia wojny. 
Niemiecki teoretyk  Dietrich Heinrich von Bülow  zdefiniował  strategię jako naukę o ruchach wojsk w czasie działań zbrojnych poza widnokręgiem, czyli poza zasięgiem artylerii, zaś taktykę jako naukę obejmująca zagadnienia ruchu wojsk w obszarze widoczności. Początkowo  była to taktyka wojsk lądowych. Wraz z pojawieniem się sił morskich zrodziła się również ich taktyka, a w XX wieku taktyka sił powietrznych, obrony powietrznej, czy sił powietrzno-kosmicznych.

Jednocześnie z taktyką rodzajów sił zbrojnych rodziła się taktyka rodzajów wojsk. To rozdrobnienie taktyki  przy coraz większej złożoności zjawiska walki, powoduje konieczność tworzenia zasad działania dla działań połączonych. J. Guibert wprowadza pojęcie wielkiej taktyki, która w odróżnieniu od taktyki poszczególnych rodzajów wojsk, zajmować się powinna działaniami dywizji, które to właśnie w owym czasie były formacjami broni połączonych. Podział na wielką taktykę i taktykę elementarną  stosował  też Henry Jomini. Traktował on taktykę jako sztukę użycia wojsk w decydującym punkcie teatru wojny, do którego doprowadza wojska strategia. W jego interpretacji sztuka ta obejmowała walkę oraz rozmieszczanie wojsk w terenie z uwzględnianiem warunków terenowych. Z kolei teoretyk i praktyk, marszałek francuski Ferdynand Foch zawężał taktykę do dowodzenia wojskami 'w czasie walki, ograniczając ją tym samym do bezpośredniego starcia.
Współcześnie, na poziomie elementarnym, istnieje taktyka rodzajów wojsk (taktyka pojedynczego żołnierza i formacji jednorodnych), a wyżej – taktyka ogólna, dotycząca działania oddziałów i związków taktycznych, czyli formacji broni połączonych.

## Etymologia
Słowo taktyka pochodzi od greckich słów tássein, táttein znaczących układać, porządkować, ustawiać w szyku.

## Podział taktyki
Taktyka dzieli się na taktykę ogólną i taktykę rodzajów wojsk.
- Taktyka ogólna obejmuje teoretyczne podstawy taktyki, teorię i praktykę przygotowania i prowadzenia walki przez ogólnowojskowe pododdziały, oddziały i związki taktyczne oraz koordynację działań taktycznych rodzajów wojsk[9].
- Taktyka rodzajów wojsk obejmuje teorię i praktykę przygotowania i prowadzenia walki przez specjalistyczne pododdziały, oddziały i związki taktyczne rodzajów wojsk[10]

1. taktyka wojsk lądowych – jest częścią taktyki składającą się z taktyki ogólnej i taktyki rodzajów wojsk, które obejmują teorię i praktykę przygotowania i prowadzenia działań taktycznych przez pododdziały, oddziały i związki taktyczne wojsk lądowych[9].
2. taktyka lotnictwa wojskowego
3. taktyka marynarki wojennej

- Teoria taktyki wyznacza jej zakres problemowy. Wyjaśnia istotę walki. Stanowi zespół tez i twierdzeń logicznie uporządkowanych oraz uzasadnionych, a także określa efektywne i sprawdzone w praktyce sposoby przygotowania i prowadzenia walki[11]. Praktyka taktyki są to, wynikające z teorii, świadome i celowe wszelkie działania wojsk na szczeblach taktycznych. Wyróżnia się wojenną praktykę taktyki, która jest dla teorii  źródłem poznania oraz pokojową (szkoleniową) praktykę taktyki, podczas której weryfikowana jest efektywność i funkcjonalność opracowanych koncepcji teoretycznych. Między teorią i praktyką taktyki występuje sprzężenie zwrotne polegające na wzajemnych zależnościach, wzbogacaniu się, uzupełnianiu i twórczym współdziałaniu[12].

- Praktyka taktyki – to wynikające z teorii wszelkie świadome i celowe działania wojsk na poziomie taktycznym. Wyróżniamy wojenną oraz pokojową praktykę taktyki, podczas której jest weryfikowana efektywność i funkcjonalność koncepcji teoretycznych.

- Istota taktyki – przygotowanie i prowadzenie walki celem rozbicia zgrupowania przeciwnika i utrzymanie lub też opanowanie rejonu czy obiektu[13][14].

## Historia

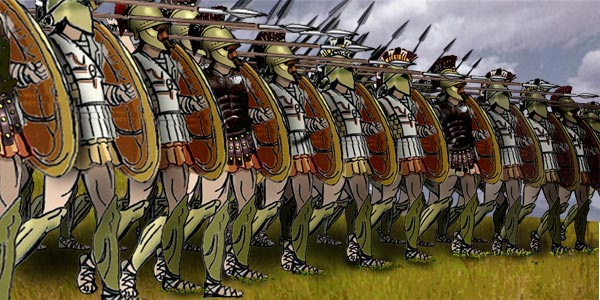
Współczesna rekonstrukcja falangi hoplitów

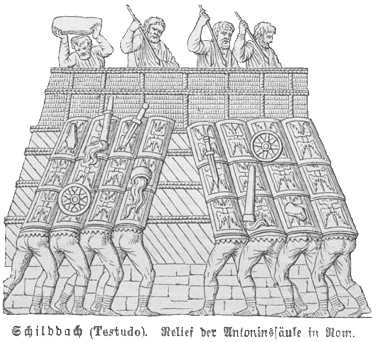
Formacja testudo na płaskorzeźbie z kolumny Marka Aureliusza

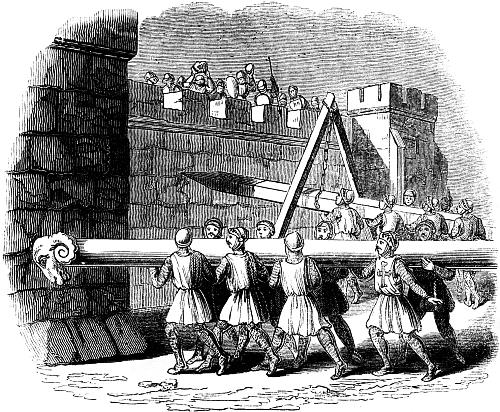
Użycie taranu przy zdobywaniu zamku

- III tysiąclecie p.n.e. – pierwsze ślady stosowania taktyki w konfliktach pomiędzy miastami Mezopotamii – starcia piechoty, oblężenia miast, forsowanie murów obronnych za pomocą taranów, drabin i kładek.
- II tysiąclecie p.n.e. – pierwsze zastosowanie koni, jeźdźcy uzbrojeni byli najczęściej w łuki i miecze z brązu. Wymusiło to zastosowanie przez piechotę zwartych szeregów w celu obrony przed atakami konnych.
- XVII wiek p.n.e. – pojawienie się rydwanów bojowych. Załogę rydwanu stanowił woźnica oraz wojownik miotający oszczepy i strzelający z łuku. Najdoskonalej taktykę wykorzystania rydwanów stosowali Hetyci – dzięki tej taktyce pokonali armię egipską pod wodzą Ramzesa II w bitwie pod Kadesz. Hetyci uzbroili rydwany dodatkowo w kosy zamontowane do kół rydwanów oraz stałe osłony z przodu pojazdu.
- VI wiek p.n.e. – wprowadzenie przez Greków i później Macedończyków szyku piechoty (hoplitów) zwanego falangą.
- III wiek p.n.e. – wojska rzymskie zaczynają stosować szyk trójliniowy (tzw. trójszereg)
- średniowiecze – dominowała taktyka indywidualnych pojedynków pomiędzy opancerzonymi rycerzami. Rola piechoty uległa znacznemu zmniejszeniu.
- XIV wiek – pojawienie się w Europie broni palnej zmieniło taktykę prowadzenia bitew. Przed atakiem kawalerii i piechoty przeprowadzony był ostrzał artyleryjski pozycji nieprzyjaciela.
- XV wiek – początki stosowania dział w marynarce wojennej.
- XVI wiek – wynalezienie pierwszych pistoletów i karabinów z zamkami kołowymi. Zaczyna być stosowana taktyka zwana karakolem. Uzbrojona w karabiny kawaleria oddaje strzał, następnie rozjeżdża się na boki umożliwiając oddanie strzału następnym szeregom. Później taktyka ta została przyjęta również przez piechotę.
- XIX wiek – wynalezienie karabinu powtarzalnego. Wymogło to zmianę taktyki ataku. Piechota nie mogła już nacierać zwartym szeregiem, zaczęła nacierać tyralierą – kolejne rzędy żołnierzy oddzielone od siebie średnio o 10 metrów.
- XX wiek – pierwsze użycie czołgów, gazów bojowych i rakiet na polu bitwy